# Halectinosoma armiferum
Halectinosoma armiferum är en kräftdjursart som först beskrevs av T. och A. Scott 1894.  Halectinosoma armiferum ingår i släktet Halectinosoma och familjen Ectinosomatidae. Arten är reproducerande i Sverige. Inga underarter finns listade i Catalogue of Life.